# Le Test de l'œil innocent
Le Test de l'œil innocent, en anglais The Innocent Eye Test, est une peinture de Mark Tansey réalisée en 1981.

## Histoire
Le tableau fit l'objet d'un don partiel de  Jan Cowles et Charles Cowles, en l'honneur de William S. Lieberman en  1988 au  Metropolitan Museum of Art où il était visible dans la galerie 915 (Paintings and Sculpture, 1970–present). 
Cette toile, acquise pour 2,5 M$ en 2009 par le collectionneur britannique Robert Wylde, a été commentée par de nombreux critiques et philosophes de l'art, dont Arthur Danto (Après la fin de l'art, 1996).
L'œuvre fut ensuite au centre d'un imbroglio juridique en 2011.

## Description
Le tableau, une huile sur toile de  198,1 × 304,8 cm, représente une galerie et ses officiels dévoilant  une peinture champêtre comportant plusieurs vaches sous un arbre ; ils soumettent la représentation  au regard d'une vache (en allégorie ou métaphore de la critique d'art ?). On remarquera un des officiels en habit, à gauche, tenant un balai pour parer toute éventualité de défécation de la vache ; un autre personnage portant blouse blanche, à droite, s'apprête à noter sur un cahier ses constatations du « test de l'œil innocent ».